# Vampiro di fuoco
Il vampiro di fuoco è una creatura immaginaria appartenente alla saga letteraria di Howard Phillips Lovecraft facente parte del ciclo dei miti di Cthulhu. Per la precisione, con il termine vampiro di fuoco si fa riferimento a due distinte tipologie di esseri: le creature fiammeggianti di Cthugha, create da August Derleth, e i vampiri di fuoco di Fthaggua, ideati da Donald Wandrei.

## Creature fiammeggianti di Cthugha
I vampiri di fuoco che servono il Grande Antico Cthugha vengono rappresentati come potenti punti di luce sia negli scritti di Derleth, sia nel gioco di ruolo Il richiamo di Cthulhu. Queste creature accompagnano sempre il loro signore, anche quando esso è intrappolato sulla Terra da incantesimi e sortilegi. I vampiri di fuoco di Cthugha incendiano qualsiasi cosa con cui vengono a contatto.

## I vampiri di fuoco di Fthaggua
Fthaggua ha l'aspetto di una sfera circondata perennemente da fiamme di colore blu. Esso è il sommo sacerdote di Cthugha e molto probabilmente è anche il suo servo.
I vampiri di fuoco che servono Fthaggua appaiono alla vista come delle vampate di luce cremisi. Traggono sostentamento succhiando energia dalle altre creature intelligenti, che finiscono poi per essere completamente incenerite (questo spiegherebbe il misterioso fenomeno delle combustioni spontanee). Inoltre, i vampiri di fuoco assorbono i ricordi delle loro vittime, al punto che la mente di un singolo vampiro è in realtà l'insieme delle menti di tutte le sue prede. Questo complesso di ricordi viene poi condiviso fra tutti i vampiri, in modo tale che nel caso di morte di uno di essi, i ricordi non vadano perduti.